# Théorème (roman)
Théorème (en italien Teorema) est un roman de l'écrivain, poète et réalisateur italien Pier Paolo Pasolini. Il est paru en 1968 en même temps que le film du même nom.

## Résumé
Le cadre du roman Théorème est une famille de la haute bourgeoisie industrielle milanaise qui se compose du père, Paul, et de la mère, Lucie, ainsi que de leurs deux enfants, Pierre et Odette, et de la servante Émilie. Le roman se divise en deux parties.
Dans la première partie, la petite vie bourgeoise de la famille est troublée par l'arrivée d'un hôte dont le nom et les liens avec le reste de la famille sont inconnus. Celui-ci séduira successivement les cinq personnages avant de disparaître comme il est venu,. Au centre de cette partie se trouve un poème célèbre de Pasolini qui restera connu pour être une incitation des jeunes à la révolution.
La deuxième partie se compose des corollaires de chacun des personnages de l'histoire. La servante Émilie quitte la demeure de ses patrons pour retourner vivre dans la ferme qui l'a vue naître.

## Historique du roman
En 1968, Pier Paolo Pasolini imagine Théorème sous la forme d'une tragédie en vers. Finalement, il décide d'en faire un film : Théorème, qui paraitra la même année avec Terence Stamp, Silvana Mangano et Massimo Girotti dans les rôles principaux. Parallèlement il écrit un canevas qui servira à la fois de base au livre et, en partie, de scénario au film. Au moment du début du tournage, le livre parait chez les éditions Garzanti.
Le roman sera traduit en français dix ans plus tard, en 1978, par José Guidi et publié chez Gallimard.